# Aristoteles
För andra betydelser, se Aristoteles (olika betydelser).
Aristoteles (grekiska: Ἀριστοτέλης, Aristotélēs), född 384 f.Kr. i Stageira på halvön Chalkidike, död år 322 f.Kr. i Chalkis, var en grekisk filosof och astronom. 
Hans far Nicomachus avled när Aristoteles var ung och han fick då Proxenus av Atarneus som förmyndare. Vid 18 års ålder började Aristoteles vid Platons akademi, där han stannade i nära tjugo år. Aristoteles skrifter omfattar många ämnen: fysik, biologi, zoologi, metafysik, logik, etik, estetik, poetik, skådespeleri, musik, retorik, lingvistik, politik och styrande, och utgör den västerländska filosofins första genomgripande utläggning. Kort efter Platons död 348 f.Kr. lämnade Aristoteles Aten för att på begäran av Filip II av Makedonien bli privatlärare åt dennes son Alexander den store.
Tillsammans med Platon och Sokrates är Aristoteles en av de viktigaste figurerna inom västerländsk filosofi. Aristoteles syn på fysik sträckte sig långt in på renässansen och övergavs först på 1600-talet. Inom biologin rättades hans observationer först på 1800-talet. Hans verk innehåller den tidigast kända formella studien av logik, vilket inlemmades under sent 1800-tal inom formell logik. Aristotelisk metafysik utövade under medeltiden ett stort inflytande på filosofi inom islam och judendom och fortsätter än idag att påverka kristen teologi, särskilt östortodox teologi och den skolastiska traditionen inom Romersk-katolska kyrkan. Alla aspekter av Aristoteles filosofi fortsätter att studeras i den akademiska världen än idag.
Även om Aristoteles skrev många eleganta dialoger och annat, tros majoriteten av hans verk vara förlorade och bara ungefär en tredjedel av de ursprungliga verken har överlevt. Dessa var avsedda att användas i undervisningen vid Aristoteles akademi Lykeion, varför de också anses sakna den eleganta stil som utmärkte hans övriga produktion.

## Biografi
| ”             | Platon är mig kär men sanningen är mig kärare. | „ |
| – Aristoteles |                                                |   |

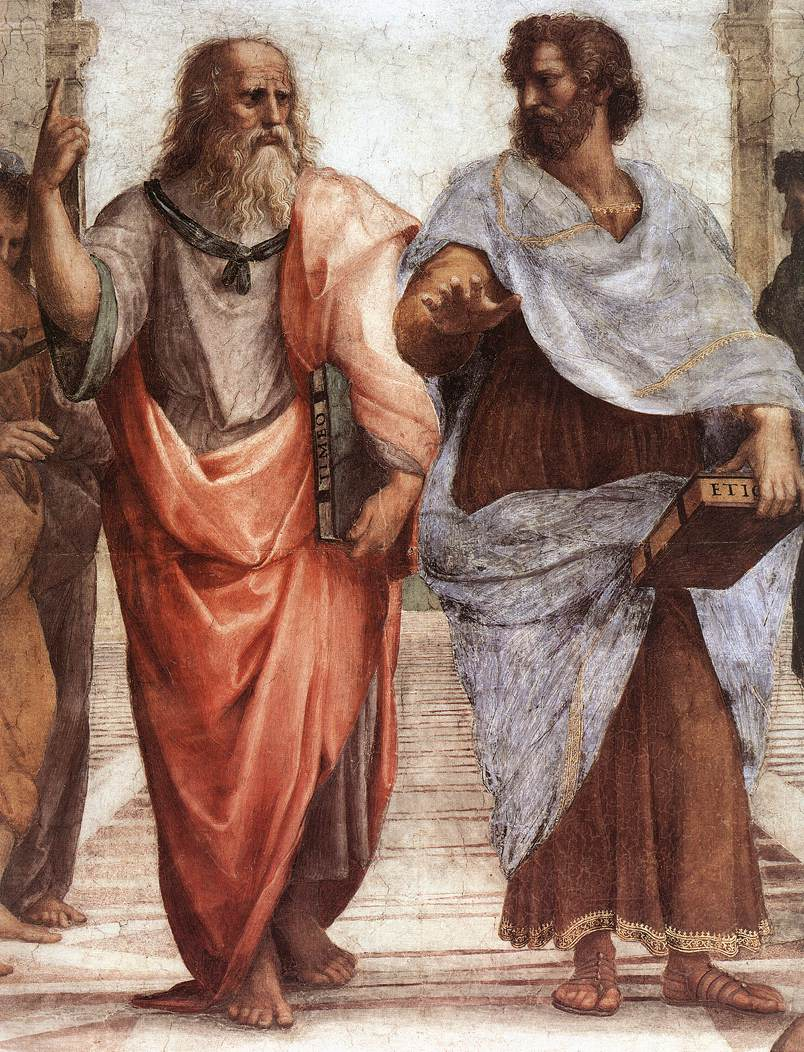
Platon och Aristoteles. Skolan i Aten

Aristoteles föddes i Stageira på halvön Chalkidike år 384 f.Kr., cirka 55 km öster om dagens Thessaloniki. Hans far, Nikomachos var livläkare till Amyntas III av Makedonien. Aristoteles tränades och utbildades som en medlem av aristokratin. Runt arton års ålder reste han till Aten för att fortsätta sin utbildning vid Platons akademi. Aristoteles blev kvar vid akademin i nästan tjugo år, och lämnade den inte förrän vid Platons död år 348 f.Kr. Han reste då med Xenokrates till sin vän Hermias av Atarneus i Mindre Asien. Under sin tid i Asien reste Aristoteles med sin vän Teofrastos till ön Lesbos där de tillsammans forskade i botanik och zoologi på ön. Aristoteles gifte sig med Hermias adoptivdotter Pythias, med vilken han fick en dotter som de döpte till Pythias. Strax efter Hermias död bjöds Aristoteles in av Filip II av Makedonien för att bli lärare till Alexander den store.
Efter att ha ägnat flera år åt att vara lärare åt den unge Alexander återvände Aristoteles till Aten. År 335 f.Kr. etablerade han, vid helgedomen Lykeion, sin egen skola, den så kallade peripatetiska skolan där han undervisade i tjugo år. Medan han var i Aten dog hans fru Pythias, och Aristoteles blev involverad med Herpyllis från Stageira, som gav honom en son som han döpte efter sin far, till Nikomachos. Enligt Suda hade han också en eromenos, Palaefatos från Abydus.
Det är under sin period i Aten som Aristoteles tros ha skrivit många av sina verk. Aristoteles skrev många dialoger, av vilka bara fragment finns kvar. Verken som har överlevt var oftast i avhandlingsformat och var inte, till den största delen, tänkta för spridning utan som hjälp till hans studenter.
Aristoteles studerade inte bara nästan varje möjligt ämne under denna tid, utan gjorde också stora bidrag till de flesta. Inom de fysiska vetenskaperna studerade Aristoteles anatomi, astronomi, ekonomi, embryologi, geografi, geologi, meteorologi, fysik och zoologi. Inom filosofin skrev han om estetik, etik, metafysik, politik, psykologi, retorik och teologi. Han studerade också utbildning, främmande seder, litteratur och poesi. Hans kombinerade verk uppvisar en hel encyklopedi av grekiskt vetande. Det har sagts att Aristoteles antagligen var den sista personen att veta allt som kunde vetas i sin egen tid.
Efter Alexanders död flammade antimakedonska rörelser upp än en gång i Aten. Eurymedon avvisade Aristoteles för att inte ära gudarna. Aristoteles flydde till sin mors familjebostad i Chalkidike, förklarande: "Jag tänker inte låta atenarna synda två gånger mot filosofin". Detta uttalandet syftar Atens tidigare avrättning av Sokrates, läraren till Platon. Han dog dock av naturliga orsaker inom ett år (322 f.Kr.). Aristoteles lämnade ett testamente till sin student Antipater, i vilket han bad om att bli begravd bredvid sin fru. Det har också föreslagits att Aristoteles bannlysning och död resulterade från möjligheten att han var involverad i Alexanders död.

## Aristoteles idéer

### Logik
Aristoteles studium av korrekta respektive inkorrekta slutledningar brukar ses som logikens ursprung, som vetenskap betraktat. Aristoteles sex verk om logik samlades under titeln Organon. Aristoteles tankar kom i hög grad att påverka den lärda medeltida världen.

### Filosofi
Aristoteles ansåg att människor av naturen är politiska varelser, av ordet "polis", stad. Det betydde att människor är sociala varelser och att varje förståelse av mänskligt beteende och behov måste inkludera sociala överväganden. Han analyserade också värdet av olika politiska system, beskrev deras för- och nackdelar och klassificerade dem som monarki, oligarki, tyranni, demokrati och republik. Aristoteles tankar ligger till grund för maktfördelningsläran, som fick en central betydelse på 1700-talet med Montesquieus klassiska verk "Om lagarnas anda" från 1748 som var en viktig källa till inspiration för de amerikanska grundlagsfäderna.

### Naturvetenskap
Aristoteles fysik var för sin tid mycket nyskapande och är ett vidare begrepp än det vi idag kallar fysik. Aristoteles definition av rörelse innefattar till exempel nästan alla former av förändring, alltså även tillväxt, åldrande m.m. Världsalltet sades bestå av fem element och var indelat i åtta sfärer. Fyra av elementen finns i den innersta sfären, det vill säga på, runt och i jorden. Dessa element är jord, luft, eld och vatten. Längst ut låg fixstjärnesfären följt av tomrummet, primum mobile (visas ej i bild).

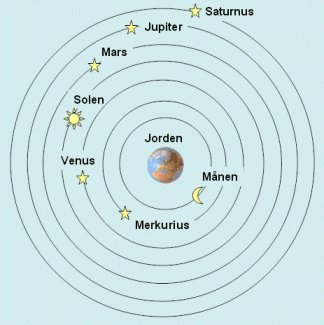
Senantikens geocentriska världsbild

Jorden är tyngst och har en naturlig rörelse som strävar nedåt. Elden är lätt och har en naturlig rörelse som strävar uppåt. Vatten är "ganska tungt" och luft är "ganska lätt". Dessa båda rör sig normalt i sidled (som floder, havsvågor och vindar), utom i förhållande till varandra. Den innersta sfären är uppbyggd av de fyra elementen, enligt Empedokles lära. De fyra elementen i den inre sfären sades ha en naturligt rätlinjig rörelse. Samtliga dessa element strävar efter att uppnå ett viloläge efter att de satts i rörelse. Vila är alltså enligt Aristoteles det naturliga tillståndet för all materia på jorden - en åsikt som hölls för sann i nästan 2000 år, tills Galilei, Descartes och Newton formulerade den moderna teorin om trögheten.
Himlakropparna antogs bestå av ett femte element, vars rörelse av naturen är cirkulär och som inte strävar efter att uppnå viloläge. Himlasfärerna är de skikt i vilka himlakropparna rör sig. I den innersta ligger månen, sedan följer solen och de på den tiden kända planeterna. I den yttersta sfären finns stjärnorna. Aristoteles trodde att jorden var ett klot, detta kom han fram till genom att han visste att månförmörkelser berodde på att jorden skymde månen för solljuset. Oavsett i vilken vinkel månen stod på himlen var skuggan av jorden alltid rund. Hade jorden varit en platt skiva eller haft någon annan form skulle denna form ha påverkat skuggans form vid vissa vinklar.
För att förklara oregelbundenheterna i planeternas synbara rörelser vidareutvecklade Aristoteles Eudoxos modell med 27 koncentriska fiktiva sfärer. Aristoteles kunde inte godta sfärerna enbart som matematiska konstruktioner. För honom måste de vara verkliga och då kom pythagoréernas genomskinliga kristallsfärer väl till pass. Påtagliga sfärer komplicerade dock modellen, som redan förfinats av Kallippos till 33 sfärer. Sfärerna var innästlade i varandra med inre sfärers axlar lagrade på yttre i olika vinklar. För att kompensera för de yttre sfärernas rörelser blev Aristoteles tvungen att arbeta med totalt 55 sfärer. Otympligt och komplicerat menade Hipparchos som skulle ta nästa steg i denna kedja med sin epicykelteori.
I ett berömt experiment lät Aristoteles 20 ägg ruvas av hönor. Sedan öppnade han ett ägg varje dag och följde utvecklingen från blodfläck i äggulan till färdig kyckling.

### Teaterkonstens poesi
Aristoteles poetik Om diktkonsten har varit av mycket stor betydelse för litteraturvetenskapen och för förståelsen för den dramatiska tragedins funktion. Begreppet katarsis, en sorts själslig eller känslomässig rening genom gråt och sorg, härstammar från hans tankar kring den offentliga teaterkonstens gestaltning av människors hybris i förhållande till gudar.

### Etik
Aristoteles var först med att använda termen etik för att namnge en studieinriktning utvecklad av hans föregångare Sokrates och Platon. Filosofisk etik är ett försök att komma med ett rationellt svar till frågan om hur människan bäst bör leva. Aristoteles betraktade etik och politik som två relaterade men separata studieinriktningar då etik undersökte det goda i individen, medan politik undersökte det goda i staden/samhället.
Aristoteles ansåg att etik var ett praktiskt snarare än ett teoretiskt kunskapsområde, d.v.s. målet är att bli god och göra gott snarare än att veta bara för sakens skull. Han skrev flera avhandlingar om etik, vilket i synnerhet inkluderar Den nikomachiska etiken.
Han lärde ut att dygd hade att göra med uppgiften eller arbetet (ergon) av en sak. Ett öga är bara ett gott öga så länge det kan se eftersom funktionen av ögat är syn. Aristoteles resonerade att människor måste ha en funktion specifikt för människan, och att denna funktion måste vara en aktivitet av själen i enlighet med förnuftet (logos). Aristoteles identifierade att en sådan optimal aktivitet (den dygdiga vägen, emellan den ackompanjerade synden av överflöd eller brister) av själen som ändamålet för all mänsklig avsiktlig handling, eudaimonia, i regel översatt som “lycka” eller ibland “välmående”. Att ha potentialen att uppnå lycka på det här sättet kräver ovillkorligen god karaktär (arete), ofta översatt till dygd.
Aristoteles undervisade att för att uppnå en dygdig och potentiellt lycklig karaktär krävs det i första hand att man vänjer sig stegvis, inte medvetet, utan genom lärare och erfarenhet, som leder fram till ett senare skede där man medvetet väljer att göra vad som är bäst. När de bästa människorna lever livet på sådant vis kan deras praktiska vishet och deras intellekt (nous) utvecklas tillsammans mot den högsta möjliga mänskliga dygden, vishet av en fulländad teoretisk eller spekulativ tänkare, eller med andra ord, en filosof.
Han trodde att etisk kunskap inte bara är en teoretisk kunskap, utan snarare att en person måste ha “erfarenhet av livet” och har “växt upp med goda vanor” för att bli god. För att en person ska bli dygdig, kan den helt enkelt inte bara studera vad dygd är, utan måste faktiskt göra dygdiga saker. 
“Vi studerar inte för att veta vad dygd är, utan för att bli goda, för annars skulle det inte finnas något syfte med det.”

### Retorik
Aristoteles anses vara den viktigaste tänkaren inom den retoriska traditionen och ville göra retoriken till en vetenskap. Han menade att retoriken är en konst, techne, i betydelsen hantverksmässigt/konstnärligt kunnande och att dess principer kunde studeras och läras ut. Begreppet konst skall dock inte blandas ihop med det filosofiska begreppet av ordet där man avser målningar, skulpturer etc. Aristoteles funderade mycket över vad det är som gör att människor övertygas och började hålla föreläsningar i ämnet. Han kritiserade sofisterna som han ansåg använde retoriken till att övertala och manipulera andra genom att använda känslor och osakliga argument. Retorik för Aristoteles var istället konsten att vad det än gäller finna det som är bäst ägnat att övertyga. Han ansåg att publiken själva ville ha ett ansvar för vad som sker i mötet med en annans ord, att talaren måste vara lyhörd för publikens känslor och att man måste rätta sitt tal efter dem. På så sätt arbetar talaren med sin publik istället för mot dem.
Aristoteles började systematisera retoriken och kom fram till att människor fattar beslut utifrån tre grunder: ethos, pathos och logos. Dessa brukar kallas för retoriska bevismedel (pisteis entechnoi) och spelar en central roll i den klassiska retoriken. Ethos är talarens karaktär vilken ska övertyga genom att skapa förtroende, pathos är de känslor talet väcker hos lyssnarna och logos är orden, de sakskäl talaren framhåller. Aristoteles skiljer mellan retoriska och icke-retoriska bevismedel. De icke-retoriska bevismedlen (pisteis atechnoi) är vittnen, bevismedel, lagar, kontrakt och tortyr, alltså sådana pisteis som talaren inte finner med hjälp av retoriken.
En annan viktig del i Aristoteles retorik är topikläran. Ordet topik, som kommer av det grekiska ordet topos (plural topoi), betyder plats eller sökställen och syftar på de ställen, synpunkter och intellektuella utsiktsplatser man kan söka upp för att finna stoff till sitt tal.
Aristoteles delade in talen i tre olika genrer. Den första genren är genus judiciale (γένος δικανικόν), det juridiska talet. Det är tal som framförs i domstol, alltså anklagelsetal eller försvarstal, och handlar om vad som skett i det förflutna. Den andra genren kallas genus deliberativum (γένος συμβουλευτικόν), det politiska talet, vilken innebär tal om t.ex. vilka lagar som borde stiftas. De politiska talen handlar om framtiden, om sådant som bör eller inte bör göras, och det huvudsakliga syftet är att avråda eller tillråda. Den tredje genren är genus demonstrativum (γένος ἐπιδεικτικόν) och där hör det hyllande eller klandrande talet hemma. Oftast innebär det ceremoniella tal till t.ex. bröllop eller begravning men det kan också vara rena smädelsetal. Dessa tal handlar i regel om nuet men tidsaspekten är inte lika framträdande som hos de andra två genrerna.
Enligt Aristoteles kan retoriska argumentationer se ut på två olika sätt. Antingen är de entymemiska och utgår från generella påståenden eller paradigmatiska vilka utgår från enskilda exempel. Paradigmatiska resonemang kan vara svaga i sin logik men har stark känslomässig effekt. Entymemiska är istället starkt logiska men svagare känslomässigt. Det mest effektiva är att kombinera de båda argumentationssorterna.
Aristoteles främsta verk inom retoriken är boken Retoriken. Boken är dock inte skriven med Aristoteles egna ord, utan består av nedtecknade skrifter från hans lärjungar. Första delen utvecklades mellan 376 f.Kr. och 347 f.Kr. när han var elev hos Platon och den andra mellan 335 f.Kr. och 322 f.Kr. när han drev sin egen skola, Lyceum.

## Aristoteles inflytande

### Historiskt inflytande
Delar av Aristoteles skrifter, bland annat Metafysiken, översattes till arabiska vid Al Mansurs hov i Bagdad. I det spanska kalifatet Cordoba stod dessa översättningar i centrum för framstående judiska och arabiska lärdes arbete, bland dem Maimonides, Avicenna och Averroës. Den ökande kunskapen om Aristoteles ledde till att ledande skolastiker under 1100- och 1200-talet förband hans spekulativa etik och logik med den kristna teologin. Thomas av Aquino, Albertus Magnus och Johannes Duns Scotus utnyttjade alla Aristoteles filosofi men omvandlade den ibland, delvis under platonskt inflytande. Även Ayn Rand inspirerades av Aristoteles.

### Aristoteles aktualitet idag
Hela det moderna tänkandet bygger i hög grad på den aristoteliska indelningen av vetandet (fysik, metafysik, logik och etik) och de frågeställningar och sätt att närma sig verkligheten som ligger i denna. Lika grundläggande för vårt sätt att tänka är den aristoteliska logiken. I språken fortlever de aristoteliska begreppen, uttryck som primus motor, kvintessens, sjunde himlen, eter, substans och energi kan liksom aktualitet och potentialitet härledas till Aristoteles.

## Svenska översättningar
Se komplett lista på Corpus Aristotelicum.
- Aristoteles: den grekiska antikens mångsidigaste forskare: ur hans historiska och statsvetenskapliga skrifter (en essay och en tolkning af Richard Nordin, Bonnier, 1906)
- Om själen (översättning Johannes Gabrielsson, Björck & Börjesson, 1925)
- Om diktkonsten (Peri poietikes) (översättning Wilhelm Norlind, Gleerup förlag 1927 samt av Jan Stolpe, Anamma, 1994)
- Om djurens delar (Peri zōōn moriōn) (översättning Ingemar Düring, K. Rydin, T. Wikström, Göteborg, 1941)
- Om diktkonsten: jämte den anonyma skriften Om den stora stilen (Peri poiētikēs och Peri hypsous) (översättning Jan Stolpe, Natur och Kultur, 1961)
- Den nikomachiska etiken (översättning och kommentarer av Mårten Ringbom, Natur och kultur, 1967)
- Politiken (Πολιτικά, Politiká, översättning med inledning och kommentar av Karin Blomqvist, Åström, 1993)
- Tre böcker om själen (översättning Kimmo Järvinen, Daidalos, 1999)
- De interpretatione; Om sofistiska vederläggningar (De interpretatione och Sophistici elenchi) (översättning och noter: Börje Bydén, Thales, 2000)
- Aristoteles och Pseudo-Xenofon om Atenarnas statsförfattning = Athenaion politeia (med översättning och noter av Staffan Wahlgren, Åström, 2001)
- Retoriken (översättning, inledning och noter av Johanna Akujärvi, Retorikförlaget, 2012)
- Fysik (även känd som Fysiken, översättning och inledning av Charlotte Weigelt, Thales, 2017)
- Första analytiken (översättning, inledning och kommentarer Per-Erik Malmnäs, Thales, 2020)

## Eftermäle
Nedslagskratern Aristoteles på månen och asteroiden 6123 Aristoteles är uppkallade efter honom.